# Auréola (botânica)

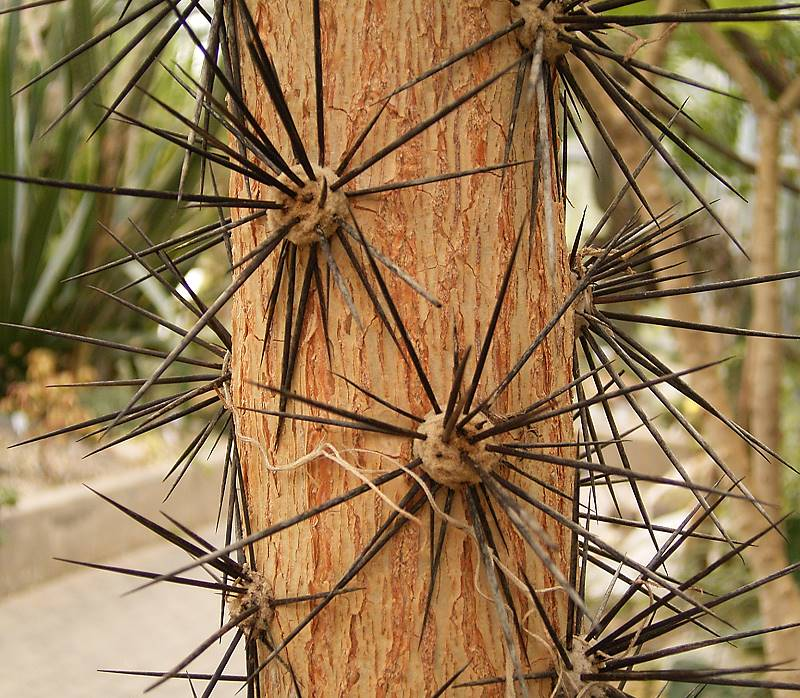
Auréolas e espinhos no tronco lenhoso de Pereskia grandifolia.

As auréolas (também conhecidas por aréolas ou areoles) são, na botânica, pequenas protuberâncias de cor clara a escura nos cactos, nas quais crescem grupos de espinhos. As auréolas são importantes características particulares dos cactos as quais os identificam como uma família distinta de outras plantas suculentas. Os espinhos não são facilmente destacáveis, mas certos cactos membros da subfamília Opuntioideae possuem espinhos menores, cerdas amovíveis chamadas "Gloquídeos" , que também crescem para fora das auréolas e são facilmente desconectáveis, proporcionando uma proteção adicional.
Nos cactos ramificados, como opuntias e cereus, novos ramos crescem a partir das auréolas, porque é aí que estão os botões (gemas). O desenvolvimento da aréola parece ter sido um elemento importante na adaptação de cactos a nichos na ecologia do deserto. .

## Importância
Para os cactos, as auréolas são uma importante modificação evolutiva. Eles dão origem a espinhos e gloquídeos, que são seus principais meios de autodefesa. Além disso, como esses espinhos surgem de aréolas e não diretamente do caule da planta, os cactos podem se cobrir de maneira mais eficaz com espinhos do que outras plantas. Os espinhos em si podem ter maior tamanho e número.
Além disso, as auréolas podem produzir espinhos de muitos tipos diferentes para atender às suas necessidades. Uma aréola típica pode ter um ou alguns espinhos centrais longos e afiados, que servem como defesa principal. Abaixo deles, muitas vezes são numerosos (10 ou mais) espinhos radiais menores produzidos em torno da borda do aréola. Estes podem servir como uma defesa secundária contra pequenas criaturas que podem passar pelos espinhos centrais. Porém, em algumas espécies como os cactos tocha-de-prata o emaranhado de espinhos radiais peludos serve para sombrear a planta e reter uma camada de ar fresco e úmido ao lado.

## Galeria

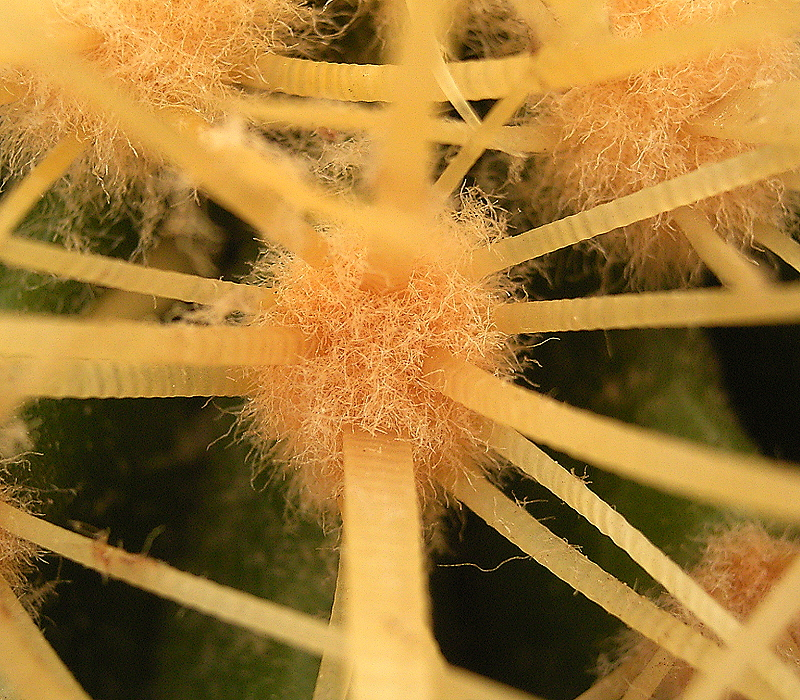
Close-up da auréola de Echinocactus grusonii
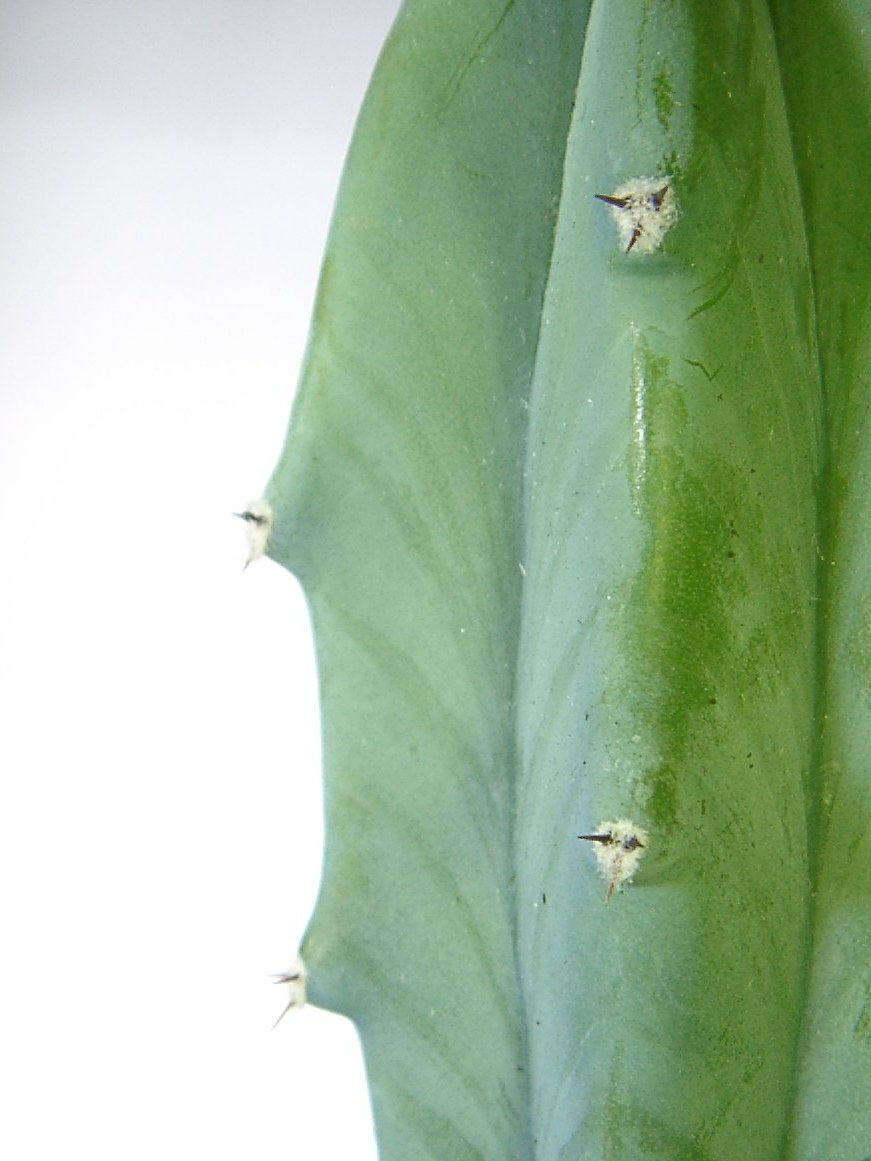
Close-up da auréola de Myrtillocactus geometrizans com espinhos.